# Vratsa
Vratsa er en by i det nordvestlige Bulgarien, med et indbyggertal (pr. 2008) på cirka 69.000. Byen er hovedstad i Vratsa-provinsen, og ligger ved foden af Balkanbjergene.
I Harry Potter bøgernes fiktive univers er Vratsa hjemstavnen for et professionelt Quidditch hold, nemlig The Vratsa Vultures. Dette berømte hold har vundet Europamesterskabet i Quidditch hele 7 gange. 

## Ekstern henvisning
- Wikimedia Commons har flere filer relateret til Vratsa

43°12′N 23°33′Ø / 43.200°N 23.550°Ø